# Strání (zámek)
Lovecký zámeček Strání stojí v obci Strání v okrese Uherské Hradiště. Je chráněn jako kulturní památka České republiky.

## Historie
Podle písemných pramenů, resp. záznamů v urbáři ostrožské panství, existoval v obci panský dvůr již kolem roku 1592. Krátce po roce 1650 nechal Gundakar z Lichtenštejna, jenž měl své sídlo v Uherském Ostrohu, zámeček přestavět v duchu renesance. Na přestavbu byl použit materiál z tvrze, která stála na místě hřbitova. Od počátku 18. století zde sídlila lesní správa, objekt byl také využíván jako zájezdní hostinec a jeho součástí byly stáje a vozovny. Během přestaveb v roce 1850 došlo ke zboření části západního křídla zámku a k přestavbě hospodářských budov, které se ovšem do současnosti nedochovaly a jejich existenci můžeme doložit jen dobovými plány. V roce 1948 byl objekt v majetku krajské správy lesů, lesní závod Luhačovice, která jej roku 1960 předala obci a následně jej do užívání získalo místní JZD. Na začátku 70. let 20. století se budova dočkala rekonstrukce do současné podoby. V patře došlo k otevření arkád a také byla k budově přistavěna schodišťová hala. Nad velkým sálem navíc přibyla ubytovna. V dalších letech byl zámeček pronajímán, jedním z posledních nájemců byl fotbalový klub FC Strání. Od roku 2003 procházel rozsáhlou rekonstrukcí a přeměnou na hotel. V interiéru se dochovaly ceněné historické prvky, včetně původních kleneb z doby barokní přestavby i zbytky výzdoby z poloviny 19. století nacházející se v patře zámečku.